# Louis Lenormand
Pour les articles homonymes, voir Lenormand.

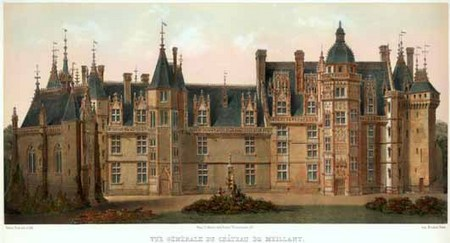
Le Château de Meillant (Cher)

Louis Lenormand est un architecte français né le 16 germinal an 9 (6 avril 1801) à Versailles, et mort le 11 janvier 1862  à Paris 10e arrondissement.
Il est fils de Louis-François Lenormand et de Marie-Jeanne-Antoinette Huvé. Petit-fils de l'architecte Jean-Jacques Huvé (1742-1808) et neveu de Jean-Jacques-Marie Huvé (1783-1852), il a été l'élève de son oncle et d'Antoine-François Peyre (1739-1823) à l'école des Beaux-Arts de Paris.
Il est le père de l'architecte Charles Lenormand (1833-1904) et le beau-père de l’architecte Jacques Drevet (1832-1900).  
Il est inhumé au cimetière de Montmartre avec son épouse Uranie-Joséphine de Lavit, (1812-1883) et son beau-père le baron Joseph-Joachim-Bruno de Lavit (1785-1857).

## Principaux ouvrages

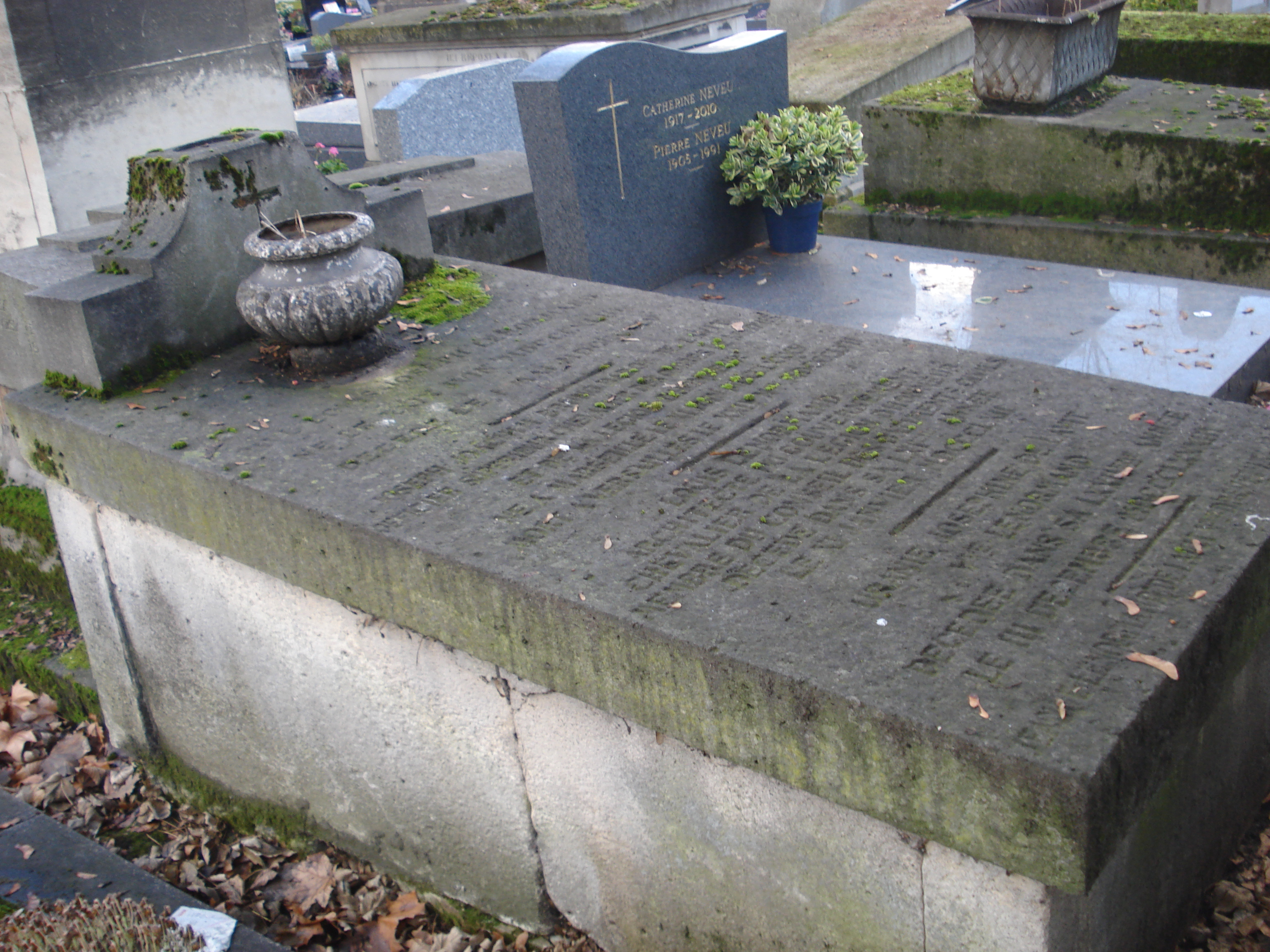
Sépulture de l'architecte Louis Lenormand - Cimetière Montmartre

Il a débuté comme inspecteur des travaux de l'église de la Madeleine, à Paris, sous la direction de Jean-Jacques-Marie Huvé, et a été un des premiers architectes attachés à la Commission des Monuments historiques.
De 1838 à sa mort, il a été l'architecte de la Cour de cassation. Le plan d'ensemble du Palais de justice étant fait par Louis Duc et Étienne-Théodore Dommey après le décès de Jean-Nicolas Huyot, il conçoit les plans de la Cour de cassation à l'intérieur de l'espace qui lui était défini et les a refait quatre fois. À sa mort les bâtiments étaient à peine commencés. Louis Duc fut nommé architecte de la Cour de cassation quatre jours après sa mort. Cependant les plans de Lenormand ayant été acceptés le 11 janvier 1861, Louis Duc a dû s'y adapter.
En 1842, il est chargé de l'église Saint-Jacques de Dieppe, et de la « restauration » du château de Meillant, à la demande de ses propriétaires, les Mortemart. Il assura aussi la restauration de l'église Saint-Martin de Clamecy et la construction de la Chapelle du Banquet (également dans la Nièvre), et réalisa les plans de la basilique Notre-Dame à Nice.
Il est également l'architecte de l'hôtel du Grand commandement à Tours, résidence du chef de la région militaire dirigée sous le Second Empire  par le maréchal Baraguey d'Hilliers, son parent.